# IC 1476
IC 1476 је спирална галаксија у сазвјежђу Пегаз која се налази на листи објеката дубоког неба у Индекс каталогу.
Деклинација објекта је + 30° 33' 7" а ректасцензија 23h 14m 16,3s. Привидна величина (магнитуда) објекта IC 1476 износи 14,7 а фотографска магнитуда 15,5. IC 1476 је још познат и под ознакама MCG 5-54-51, CGCG 496-60, NPM1G +30.0492, multiple system, PGC 70764.